# El Gavillero, delstaten Mexiko
El Gavillero är en ort i Mexiko, tillhörande kommunen Coyotepec i delstaten Mexiko. El Gavillero ligger i den centrala delen av landet och tillhör Mexico Citys storstadsområde. Orten hade 140 invånare vid folkmätningen 2010.